# ArangoDB
ArangoDB – nierelacyjny system zarządzania bazą danych (NoSQL). Wydana w 2011 roku, początkowo nazywała się AvocadoDB, w 2012 zmieniła nazwę na ArangoDB.
Obsługuje dane w postaci dokumentów, grafów i par klucz-wartość. Jest projektem Open Source na licencji Apache 2.0, napisana w C++ i Javascripcie.
Używa języka ArangoDB Query Language (AQL) - deklaratywnego, luźno bazującego na składni XQuery.